# Kalendarium historii Kuby

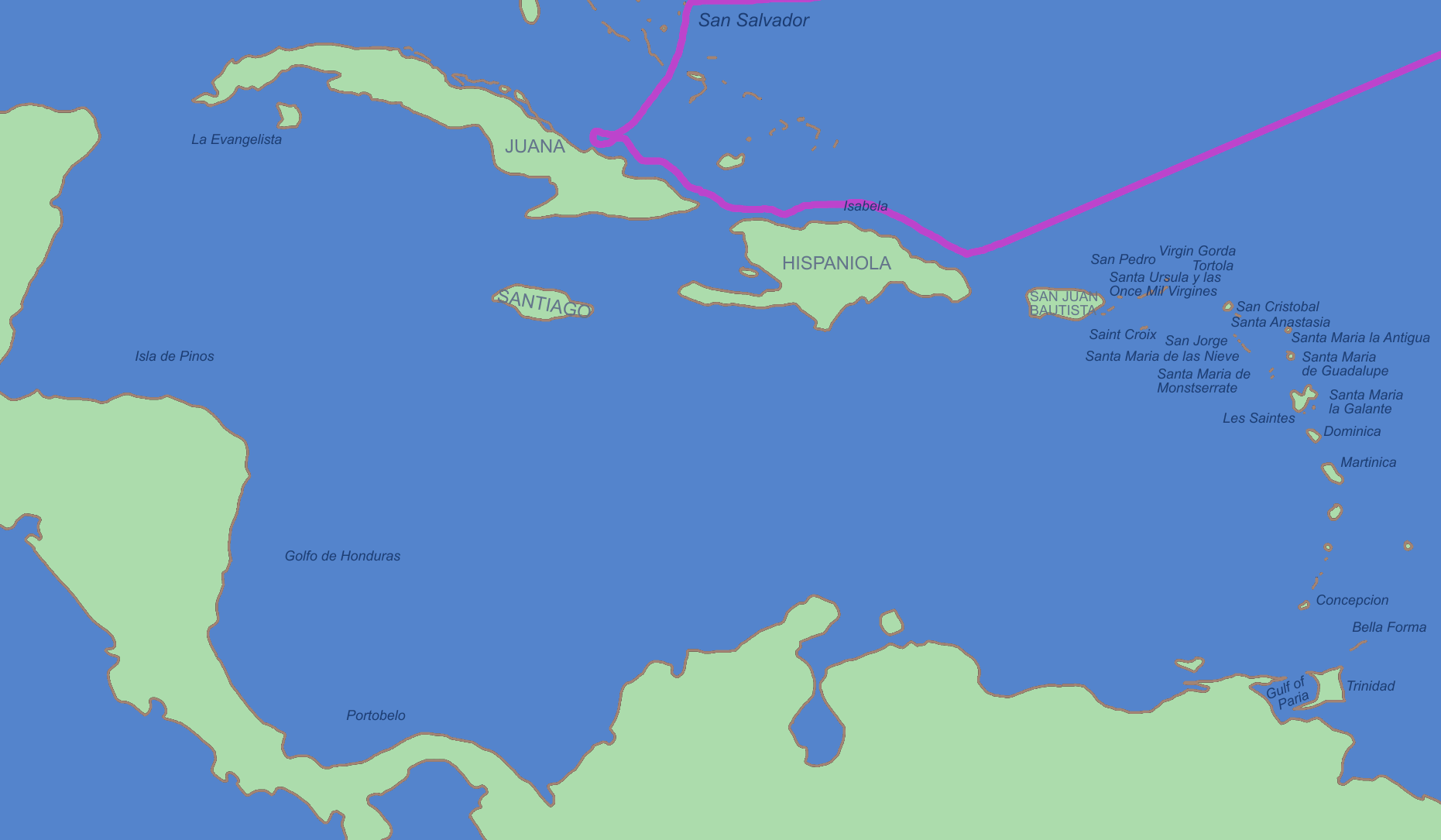
Wyprawa Kolumba z 1492

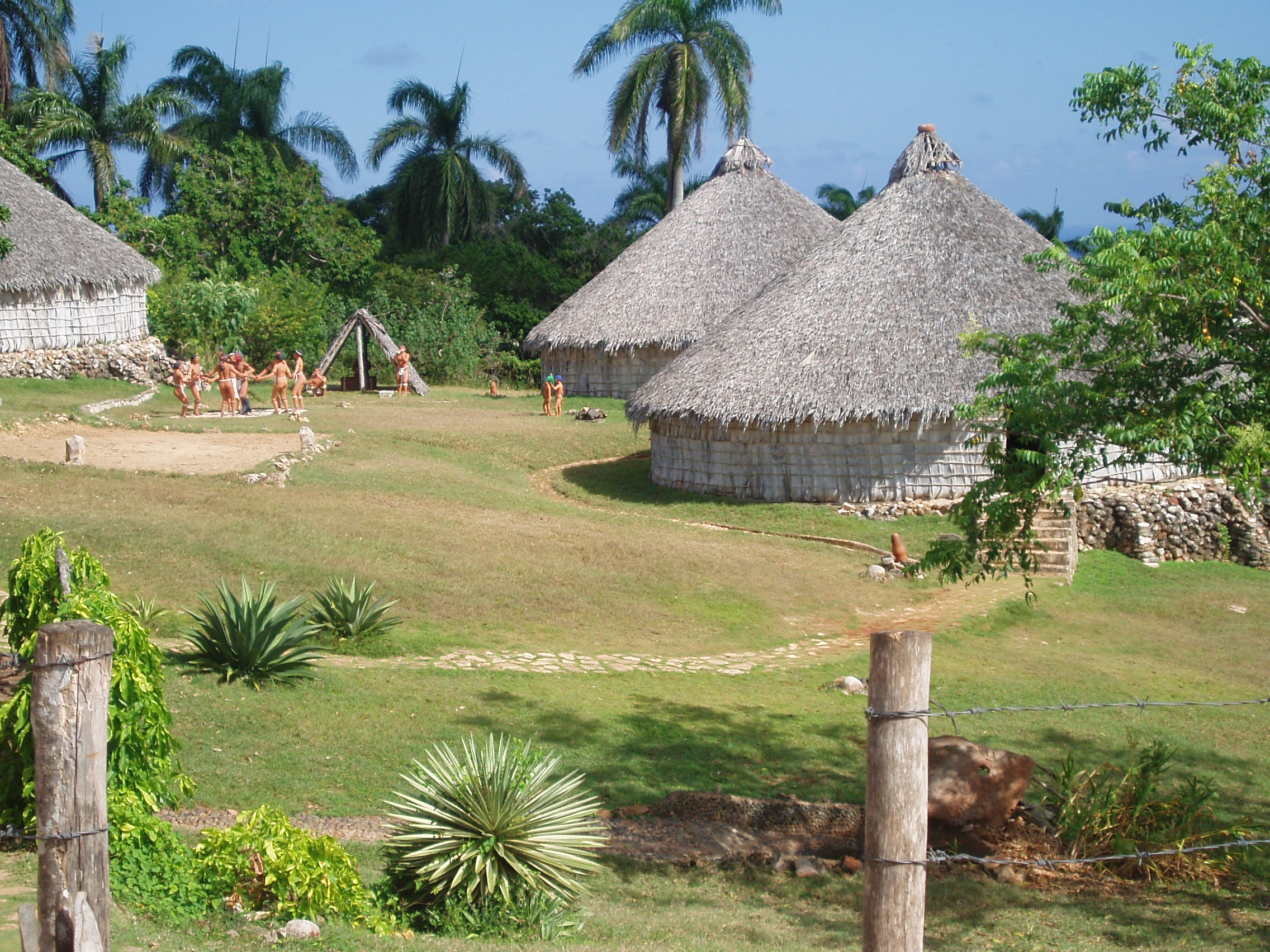
Rekonstrukcja osady Tainów

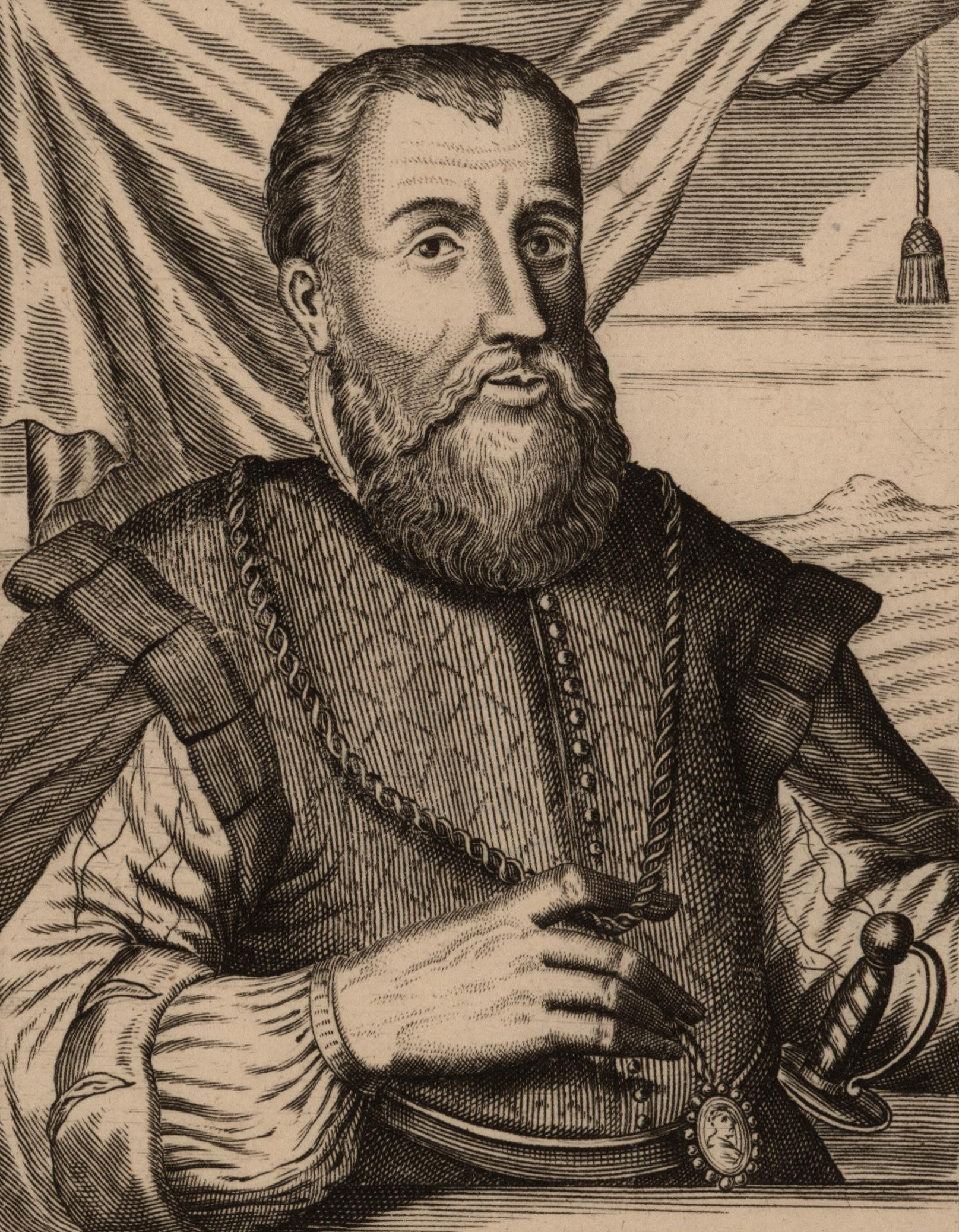
Diego Velázquez de Cuéllar

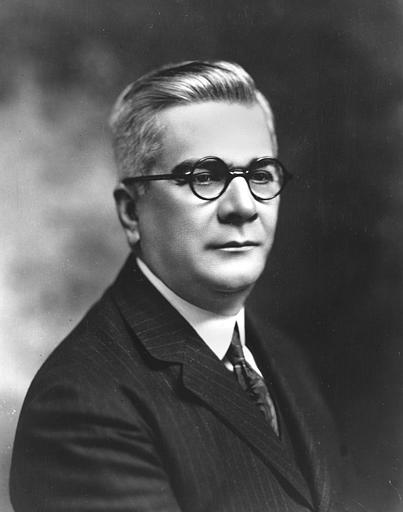
Gerardo Machado

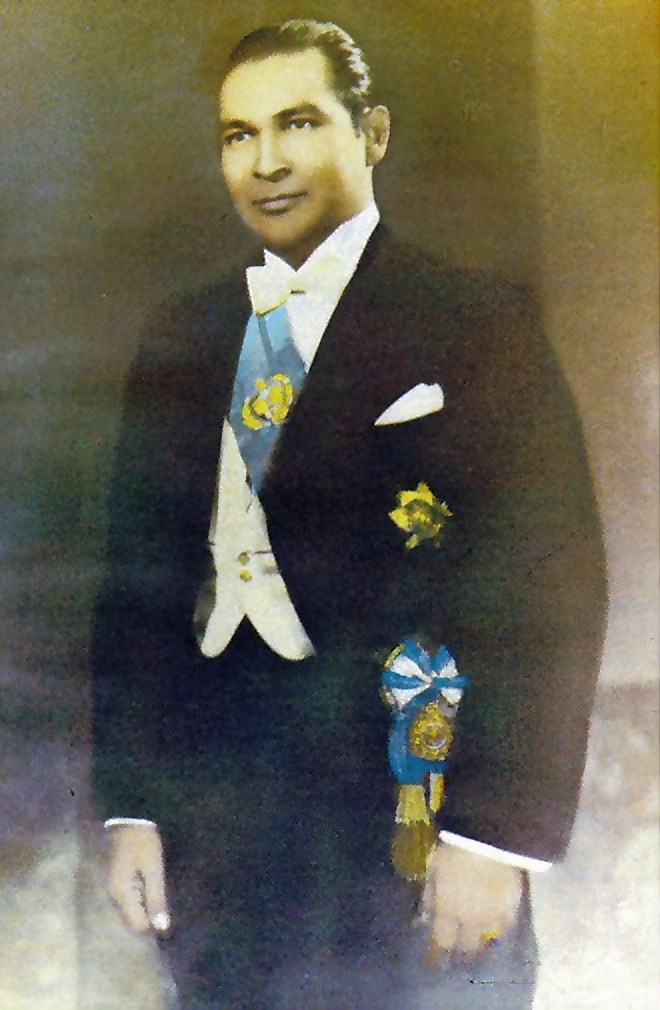
Fulgencio Batista

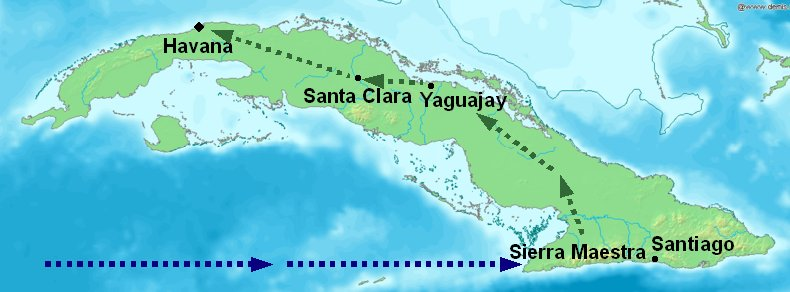
Trasa przemarszów Armii Partyzanckiej podczas Rewolucji kubańskiej

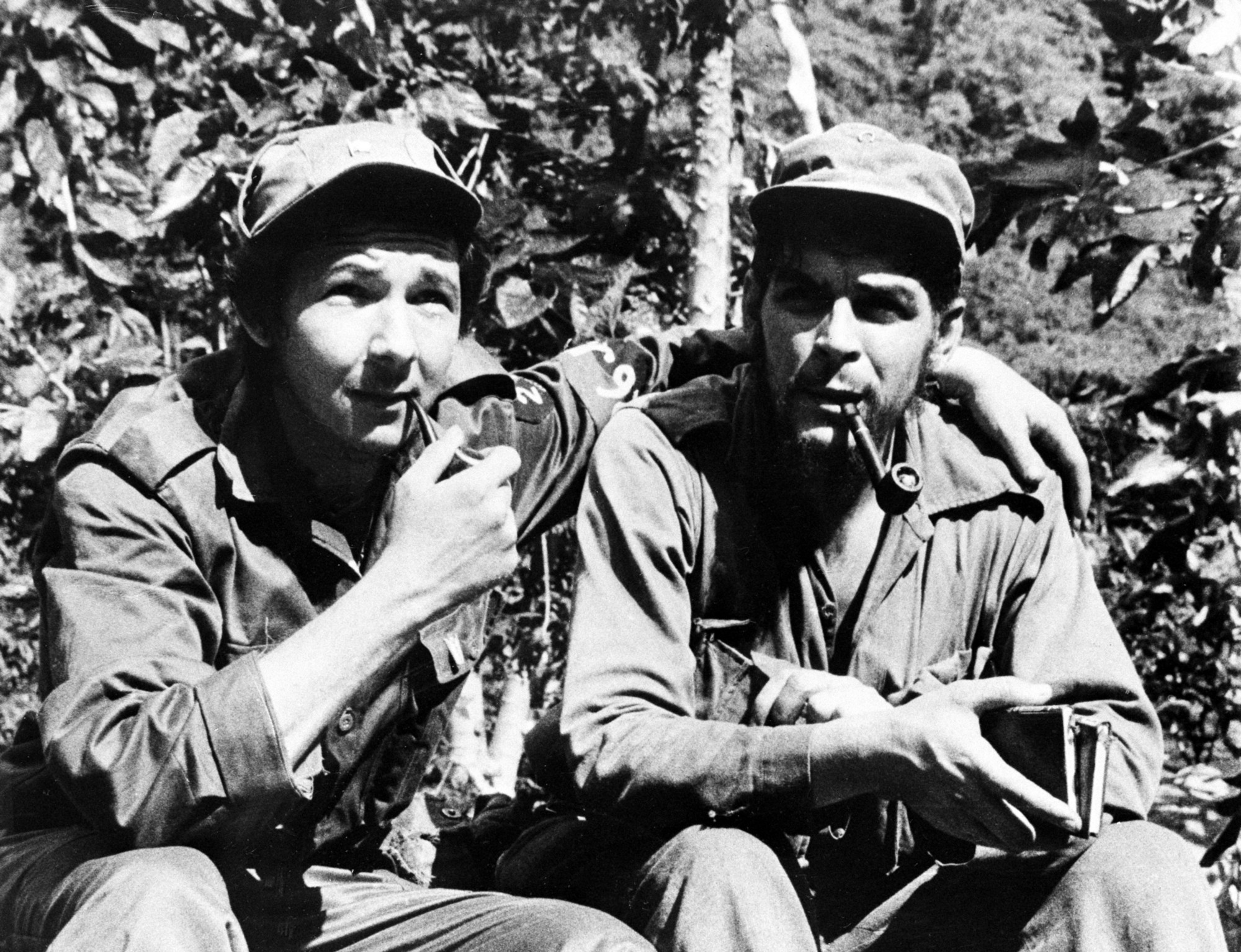
Che Guevara i Raúl Castro w 1958 podczas rewolucji kubańskiej

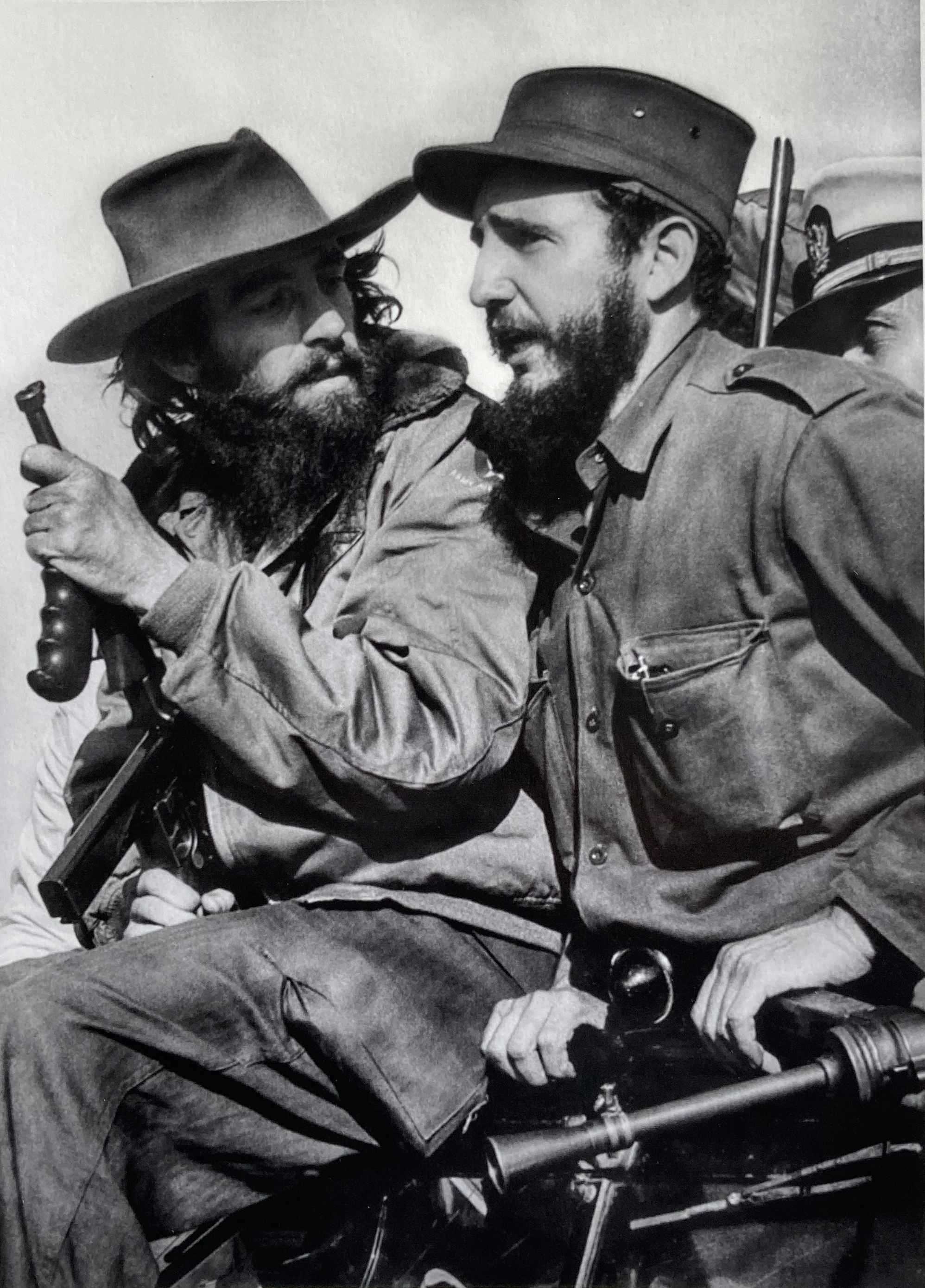
Fidel Castro wraz z Camilo Cienfuegosem wkraczają do Hawany w 1959 roku

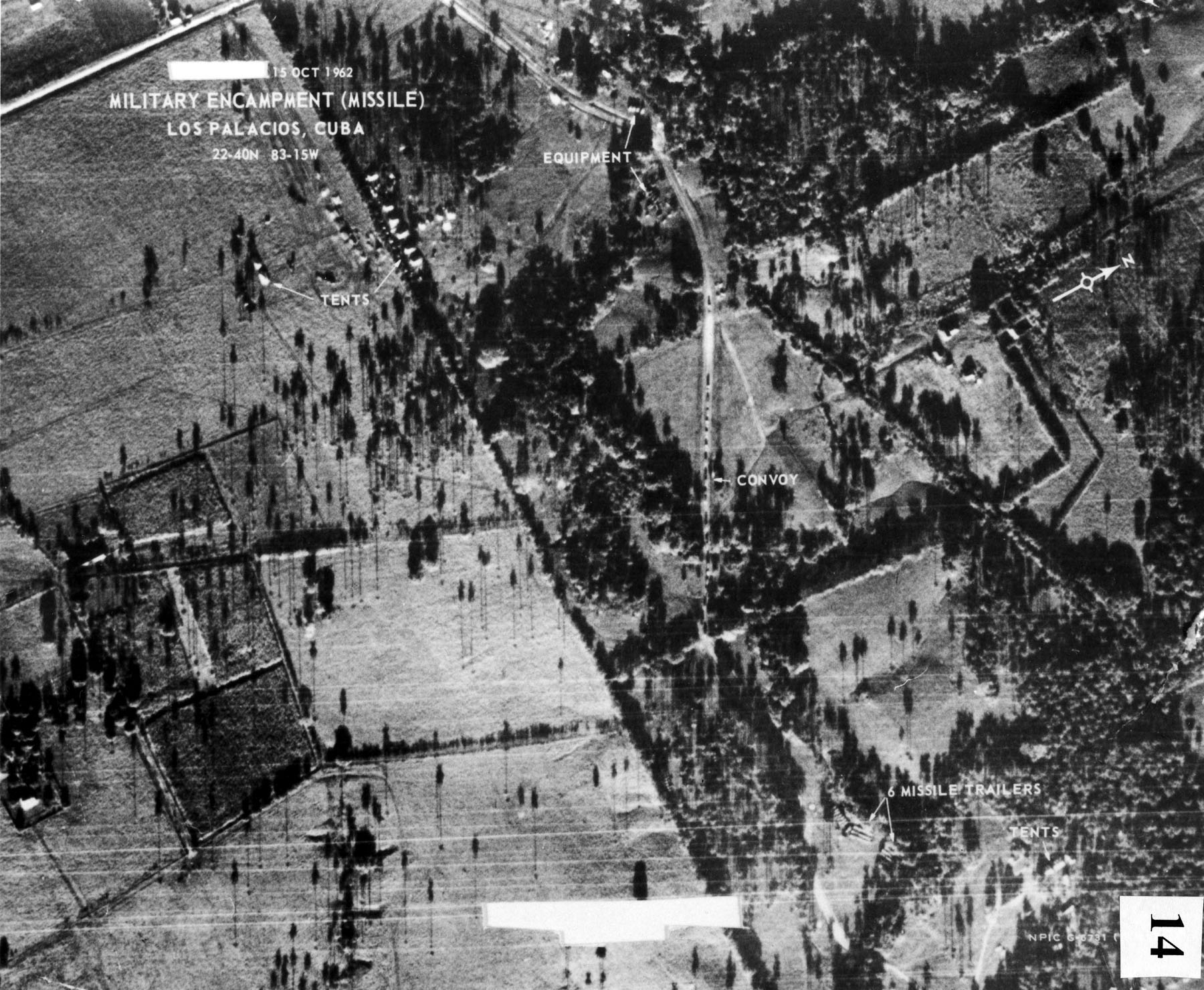
Zdjęcie urządzeń rakietowych na Kubie, wykonane z pokładu U-2 14 października 1962

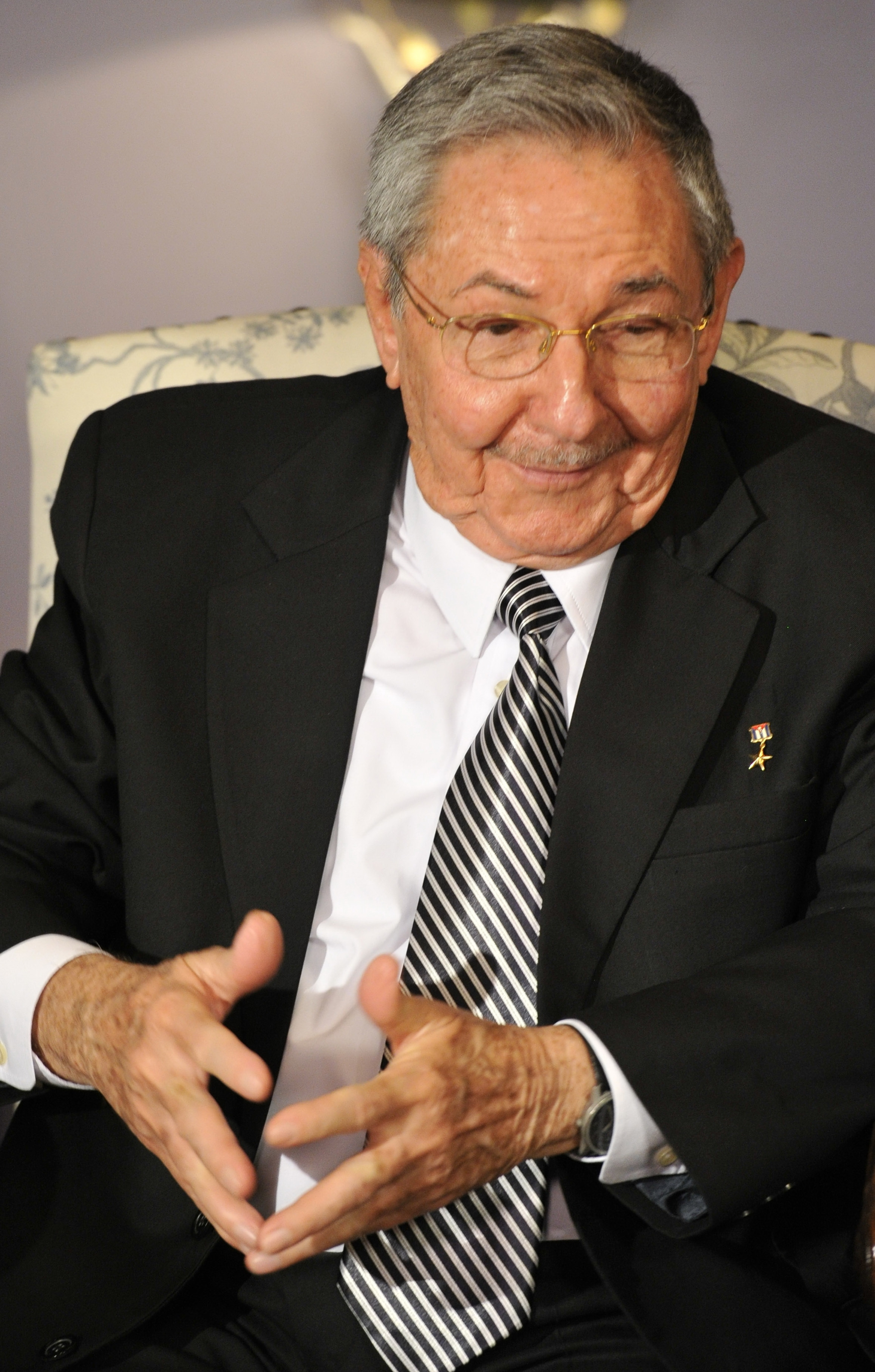
Raul Castro w 2012 roku

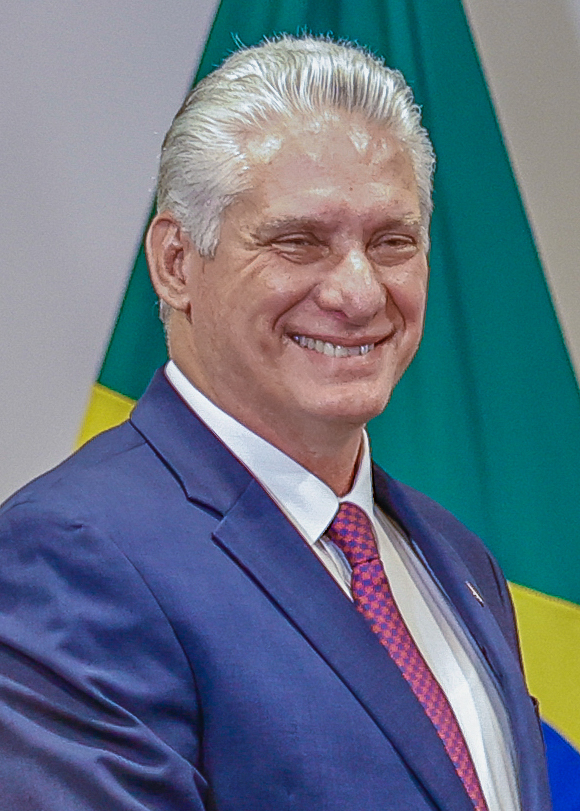
Miguel Díaz-Canel w 2023 roku

Kalendarium historii Kuby – uporządkowany chronologicznie, począwszy od czasów najdawniejszych aż do współczesności, wykaz dat i wydarzeń z historii Kuby.

## Czasy najdawniejsze
- ok. 3000 p.n.e. – dotarcie Indian z Ameryki Południowej[1].
- ok. 1100 p.n.e. – pojawienie się Sibonejów i Tainów[1].
- 28 października 1492 – Krzysztof Kolumb odkrywa wyspę, nazywając ją Juan[1].
- 1511–1514 – podbój wyspy przez Hiszpanów pod dowództwem Diego Velázqueza de Cuéllara[2].
- 1521 – włączenie Kuby do Imperium Hiszpańskiego[1].

## Panowanie hiszpańskie
- 1560 – zagłada rdzennej ludzkości, zastępowanej niewolnikami z Afryki[1].
- 1762 – zdobycie wyspy przez Brytyjczyków[1].
- 1763 – Brytania oddaje Hiszpanii Kubę (w zamian Hiszpania przekazuje Brytanii Florydę)[1].
- koniec XVIII w. – początek rozwoju handlowego z USA[2].
- I poł. XIX w. – Kuba stała się najważniejszym producentem cukru na Antylach[2].
- I poł. XIX w. – na Kubie ukształtowały się 3 obozu polityczne: reformistów (zwolenników reform pod panowaniem hiszpańskim), aneksjonistów (zwolenników integracji ze Stanami Zjednoczonymi) i independystów (zwolenników ogłoszenia niepodległości)[2].
- 1865 – wprowadzono zakaz importu niewolników[1].
- 1868 – wybuch powstania narodowego[2].
- 1868–1878 – wielka wojna[2].
- 1869 – ogłoszenie niepodległości przez Kubę[2].
- 1873 – incydent Virginius.
- 1880 – zniesiono niewolnictwo[2].
- 11 kwietnia 1895 – wybuch drugiego powstania narodowego[1].
- 1898 – wybuch wojny amerykańsko-hiszpańskiej, która odbyła się na terenie Kuby[2].
- 12 sierpnia 1898 – Hiszpania rozpoczęła rokowania o pokój[1].
- 10 grudnia 1898 – koniec wojny amerykańsko-hiszpańskiej[1].
- 1902 – ogłoszenie niepodległości przez Kubę[2].

## Pierwsze lata niepodległej Kuby
- 1902 – wprowadzono konstytucję, w której wprowadzono poprawki Platta (zapewniającej kontrolę USA nad polityką rządu kubańskiego i prawo do posiadania bazy wojskowej Guantanamo)[1].
- 1902 – wycofanie wojsk amerykańskich z wyspy[2].
- wrzesień 1906 – druga interwencja amerykańska na Kubie[2][3].
- 1906–1909 – druga okupacja wojskowa Kuby.
- styczeń 1909 – wycofanie wojsk amerykańskich[3].
- 1909 – utworzenie marynarki wojennej[4].
- 7 kwietnia 1917 – Kuba wypowiedziała wojnę Cesarstwu Niemieckiemu, przyłączając się do I wojny światowej po stronie ententy; jej udział ograniczał się do pełnienia zadań patrolowych przez marynarkę wojenną[3]
- 1925 – w przemyśle cukrowym doszło do krótkotrwałego załamania[2].
- 1925–1933 – rządy Geralda Machado y Moralesa[2].
- 1933 – w wyniku tzw. rewolty sierżantów obalono Machado y Moralesa[2].
- 1934 – poprawki Platta przestały obowiązywać[1].
- 1940–1944 – rządy prezydenta Fulgencio Batisty[2].
- 9 i 11 grudnia 1941 – Kuba wypowiedziała wojnę Japonii oraz Niemcom i Włochom, włączając się do II wojny światowej po stronie aliantów; jej udział ograniczał się do pełnienia zadań eskortowych i patrolowych przez marynarkę wojenną oraz udzielaniu baz dla lotnictwa USA[4].
- 1952 – w wyniku porażki w wyborach, Batista przeprowadził zamach stanu, obejmując władzę na Kubie[1].
- 1954 – w wyborach (zbojkotowanych przez opozycję) zalegalizowano zamach stanu z 1952 roku[2].
- 1956 – wybuch rewolucji kubańskiej[2].
- 1958 – bitwa o Santa Clarę.

## Rządy Fidela Castro
- 1 stycznia 1959 – koniec rewolucji kubańskiej. Premierem został Fidel Castro, a prezydentem Osvaldo Dorticós Torrado[1].
- maj 1959 – przeprowadzono reformę agrarną i nacjonalizację przemysłu cukrowego[5].
- 1959 – początek masowej emigracji Kubańczyków na Florydę[2].
- 1960 – Stany Zjednoczone nałożyły embargo na import cukru z Kuby[5].
- 1960 – utworzono Komitet Obrony Rewolucji odpowiedzialny za kontrolę społeczeństwa[2].
- 3 stycznia 1961 – Stany Zjednoczone zerwały stosunki dyplomatyczne z Kubą[6].
- 17-19 kwietnia 1961 – wspierana przez Stany Zjednoczone próba obalenia reżimu Castro (Inwazja w Zatoce Świń)[5].
- 1961 – wprowadzono system jednopartyjny[2].
- 1961 – rozpoczęto walkę z analfabetyzmem[1].
- 1962 – Fidel Castro proklamował „socjalistyczny charakter” rządu rewolucyjnego[5].
- październik 1962 – na Kubie umieszczono radzieckie pociski nuklearne średniego zasięgu, początek kryzysu kubańskiego[1].
- 1965 – powstała Komunistyczna Partia Kuby[2].
- II poł. lat. 60. XX w. – nacjonalizacja przemysłu i rolnictwa oraz stworzenie gospodarki na wzór radzieckiej[5].
- 1968 – rozpoczęto program przekształcenia Kuby w światowego potentata w produkcji cukru[1].
- 1972 – prezydentem został Fidel Castro, odbierając urząd Torradowi[2].
- 1972 – Kuba została członkiem RWPG[2].
- 1974 – Kuba została członkiem państw niezaangażowanych[1].
- 1975 – Kuba wysłała do Angoli 20 tys. ludzi w celu wprowadzenia tam państwa socjalistycznego[5].
- 1976 – uchwalono konstytucję[2].
- 1979 – kubańskie wojska rozpoczęły działania wojskowe w Nikaragui w celu wprowadzenia tam komunizmu[1].
- 1980 – wojska kubańskie rozpoczęły działania wojskowe w Grenadzie w celu wprowadzenia tam komunizmu[1].
- 1991 – początek kryzysu gospodarczego związany z upadkiem ZSRR, będącego największym partnerem handlowym Kuby[1].
- 1992 – znowelizowano konstytucję Kuby; usunięto wszystkie odnośniki do nauki Marksa i Lenina, wprowadzono bezpośrednie wybory do parlamentu oraz zezwolono na wprowadzenie stanu wyjątkowego[5][1].
- 1993 – wprowadzono szereg praw legalizujących prywatną przedsiębiorczość[5].
- 1993 – początek reglamentacji żywności[1].
- 1993 – początek kryzysu naftowego[1].
- 1993 – mieszkańcom Kuby pozwolono na posiadanie dolarów amerykańskich[5].
- 1994 – nawiązano stosunki handlowe z państwami Unii Europejskiej[1].
- 1996 – pozwolono zagranicznym spółkom organizować i rozwijać firmy na terenie Kuby oraz kupować na Kubie nieruchomości[5].
- 1997 – poprawa sytuacji gospodarczej[1].
- 1998 – na Kubę przybył papież Jan Paweł II[2].
- 2000 – koniec kryzysu naftowego[1].
- 2002 – kubańscy dysydenci złożyli petycję domagając się referendum w sprawie zniesienia jednopartyjnej dyktatury[2].
- 19 czerwca 2002 – przeprowadzono referendum w sprawie zniesienia jednopartyjnej dyktatury, 98,9% Kubańczyków opowiedziało się za pozostawieniem obecnego stanu[2].
- 2002 – spotkanie byłego prezydenta USA Jimmy’ego Cartera z Fidelem Castro w Hawanie[6].
- 2003 – nasilono represję na opozycji, w wyniku których 75 osób skazano na kary długoletniego więzienia. W wyniku represji Unia Europejska zerwała stosunki dyplomatyczne z Kubą[2].
- 2005 – zwolniono część więźniów politycznych skazanych w 2003 roku[2].
- 2005 – złagodzenie części sankcji przez Unię Europejską[2].
- maj 2005 – odbył się zjazd opozycji, podczas której przyjęto deklarację krytykującą dyktaturę Fidela Castro[2].
- lipiec 2006 – w wyniku choroby Fidel Castro przekazał władzę swojemu bratu Raulowi[2].

## Rządy Raula Castro
- luty 2008 – Raul Castro został przewodniczącym Rady Państwa[2].
- kwiecień 2011 – Raul Castro został I sekretarzem partii, początek umiarkowanej liberalizacji[2].
- 2014 – prezydent Stanów Zjednoczonych Barack Obama zapowiedział normalizacje stosunków dyplomatycznych z Kubą[6].
- 14 sierpnia 2015 – otwarto ambasadę USA na Kubie[7].
- 25 listopada 2016 – z powodu choroby, w wieku 90 lat, zmarł Fidel Castro[8].

## Rządy Miguela Díaz-Canel
- 19 kwietnia 2018 – Raul Castro zrezygnował z pełnienia funkcji rządowych, pozostając pierwszym sekretarzem Komunistycznej Partii Kuby. Nowym przewodniczącym wybrano Miguela Díaz-Canel[9].
- 10 października 2019 – doszło do przywrócenia urzędu prezydenta Kuby. Stanowisko objął Miguel Díaz-Canel, po wygraniu wyborów[10].
- 21 grudnia 2019 – przywrócono urząd premiera Kuby. Szefem rządu został Manuel Marrero Cruz[11].
- 11 marca 2020 – pierwszy przypadek COVID-19 na wyspie[12].
- 19 kwietnia 2021 – w miejsce Raula Castro, który zrezygnował trzy dni wcześniej, nowym pierwszym sekretarzem Komunistycznej Partii Kuby obrano Miguela Díaz-Canel[13].
- 11-17 lipca 2021 – masowe protesty antyrządowe, spowodowane odradzającą się pandemią COVID-19 i związanymi z tym niedoborami leków oraz żywności[14].
- 2022 – referendum ogólnopaństwowe, decydujące między innymi o legalizacji małżeństw jednopłciowych[15].
- 2023 – wybory prezydenckie potwierdzające władzę Miguela Díaz-Canela[16].
- 2025 – usunięcie w ostatnich dniach prezydentury Joe Bidena Kuby z list państw sponsorujących terroryzm, zostaje cofnięte w tym samym tygodniu przez Donalda Trumpa[17].